# روست
روست (به آلمانی: Rust) شهری در جنوب غربی آلمان و ایالت بادن-وورتمبرگ می‌باشد. این شهر در نزدیکی مرز آلمان با دو کشور سوییس و فرانسه قرار دارد. در جنوب این شهر فرایبورگ و در شمال این شهر اوفنبورگ وجود دارد.

## جاذبهٔ گردشگری
در کنار این شهر اورپاپارک قرار گرفته‌است، که یکی بزرگترین شهربازی‌های موجود در اروپا است. این مکان سالانه تعداد زیادی بازدیدکننده دارد، که بسیاری آن‌ها در هتل‌های موجود در روست اقامت کرده و منبع درآمدی برای این شهر هستند.